# Camilla Wright
Camilla Wright (* 21. Juli 1967, geborene Camilla Silwer) ist eine norwegische Badmintonspielerin. 

## Karriere
Camilla Wright war 1991 erstmals bei den nationalen Meisterschaften in Norwegen erfolgreich. Bis zum Jahr 2000 gewann sie insgesamt 18 Meistertitel in ihrer Heimat. 1993 siegte sie bei den Norwegian International. 1991, 1993, 1995 und 1999 nahm sie an den Badminton-Weltmeisterschaften teil.

## Sportliche Erfolge
| Saison    | Veranstaltung                     | Disziplin   | Platz | Name                                                    |
| --------- | --------------------------------- | ----------- | ----- | ------------------------------------------------------- |
| 1984/1985 | Schweden: Einzelmeisterschaft U19 | Damendoppel | 1     | Camilla Silwer / Charlotta Wihlborg (BK Aura / Bjärred) |
| 1991      | Norwegen: Einzelmeisterschaften   | Mixed       | 1     | Trond Wåland / Camilla Silwer                           |
| 1991      | Norwegen: Einzelmeisterschaften   | Damendoppel | 1     | Camilla Silwer / Sissel Wåland                          |
| 1992      | Norwegen: Einzelmeisterschaften   | Damendoppel | 1     | Camilla Silwer / Sissel Wåland                          |
| 1992      | Norwegen: Einzelmeisterschaften   | Mixed       | 1     | Trond Wåland / Camilla Silwer                           |
| 1993      | Norwegen: Einzelmeisterschaften   | Mixed       | 1     | Trond Wåland / Camilla Silwer                           |
| 1993      | Norwegian International           | Mixed       | 1     | Trond Wåland / Camilla Silwer                           |
| 1994      | Norwegen: Einzelmeisterschaften   | Dameneinzel | 1     | Camilla Silwer                                          |
| 1994      | Norwegen: Einzelmeisterschaften   | Mixed       | 1     | Trond Wåland / Camilla Silwer                           |
| 1995      | Norwegen: Einzelmeisterschaften   | Mixed       | 1     | Trond Wåland / Camilla Silwer                           |
| 1995      | Norwegen: Einzelmeisterschaften   | Damendoppel | 1     | Camilla Silwer / Sissel Linderoth                       |
| 1995      | Norwegen: Einzelmeisterschaften   | Dameneinzel | 1     | Camilla Silwer                                          |
| 1996      | Norwegen: Einzelmeisterschaften   | Dameneinzel | 1     | Camilla Silwer                                          |
| 1996      | Norwegen: Einzelmeisterschaften   | Mixed       | 1     | Trond Wåland / Camilla Silwer                           |
| 1996      | Norwegen: Einzelmeisterschaften   | Damendoppel | 1     | Camilla Silwer / Sissel Linderoth                       |
| 1997      | Norwegen: Einzelmeisterschaften   | Damendoppel | 1     | Camilla Silwer / Sissel Linderoth                       |
| 1997      | Norwegen: Einzelmeisterschaften   | Mixed       | 1     | Trond Waaland / Camilla Wright                          |
| 1999      | Norwegen: Einzelmeisterschaften   | Damendoppel | 1     | Sissel Linderoth / Camilla Wright                       |
| 1999      | Norwegen: Einzelmeisterschaften   | Mixed       | 1     | Trond Wåland / Camilla Wright                           |
| 2000      | Norwegen: Einzelmeisterschaften   | Mixed       | 1     | Trond Wåland / Camilla Wright                           |